# Ragnar Jansson
Ragnar Jansson   (Hèlsinki, 1 d'octubre de 1908 - Hèlsinki, 9 de setembre de 1977) va ser un regatista finlandès que va guanyar una medalla olímpica.
El 1948 va prendre part en els Jocs Olímpics d'Estiu de Londres, on fou novè en la categoria de 6 metres del programa de vela. Quatre anys més tard, als Jocs de Hèlsinki, guanyà la medalla de bronze en la mateixa prova. A bord del Ralia compartí equip amb Ernst Westerlund, Paul Sjöberg, Adolf Konto i Rolf Turkka.